# Karlsplatz (Eisenach)

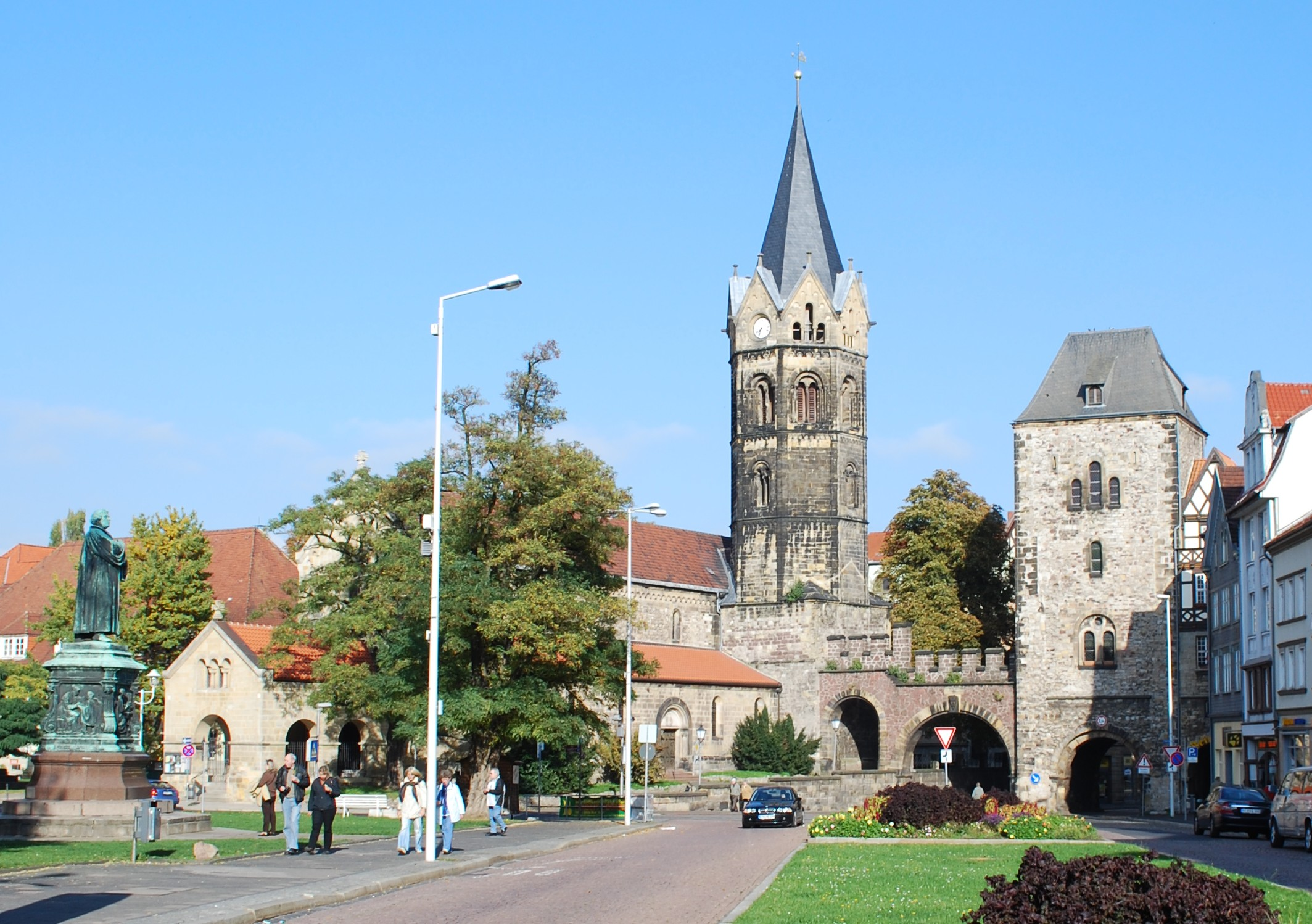
Die Ostseite des Karlsplatzes mit Lutherdenkmal, Nikolaikirche und Nikolaitor

Der Karlsplatz ist ein zentraler Platz im Stadtzentrum von Eisenach in Thüringen.

## Lage
Der Karlsplatz liegt im Osten der Altstadt von Eisenach. Er ist Teil des Flächendenkmals Altstadt Eisenach. Der den Platz querende Löbersbach wurde in der zweiten Hälfte des 19. Jahrhunderts kanalisiert und teilweise überwölbt.

## Bebauung
Zentrales Element auf dem Karlsplatz ist eine Grünanlage mit dem Lutherdenkmal. Nach Osten wird der Platz begrenzt von dem Gebäudeensemble aus Nikolaikirche und Nikolaitor, dem letzten erhaltenen früheren Stadttor Eisenachs. Nördlich der Nikolaikirche schließt sich das Mutterhaus der Diakonissenhausstiftung mit dem Ärztedenkmal an. Die Nordseite des Platzes ist geprägt von repräsentativen Stadtgebäuden, unter anderem dem Gebäude der Deutschen Bank und das Hotel Thüringer Hof. Vor dem Bankgebäude befand sich im 20. Jahrhundert bis in die 1970er Jahre eine Tankstelle. Nach Norden zweigen die Alexander- und die Nikolaistraße vom Karlsplatz ab. In der Nordwestecke befindet sich an der denkmalgeschützten Stadtapotheke der Zugang zur Karlstraße. Nach Westen geht der Platz in die Johannisstraße über. Die Südseite ist durchgehend mit teils denkmalgeschützten Wohn- und Geschäftshäusern bebaut. Zur Wartburgallee und zum Stadtpark besteht ein ebenfalls denkmalgeschützter Treppenaufgang. Unmittelbar neben dem Nikolaitor erstreckt sich zwischen Karlsplatz und Wartburgallee das ehemalige Hotel Karthäuserhof.
Eine Besonderheit stellt der 2007 fertiggestellte Neubau Karlsplatz 2–4 dar. An seinem Standort befand sich bis 1989 das ehemalige Hotel Tannhäuser, welches im Sommer 1989 kurzfristig abgerissen wurde. Die entstandene Baulücke mit den an der Seitenwand des Nachbargebäudes verbliebenen Treppen prägte mehr als 15 Jahre lang das Bild des Platzes und ging als Tannhäuserlücke in die Stadtgeschichte ein.

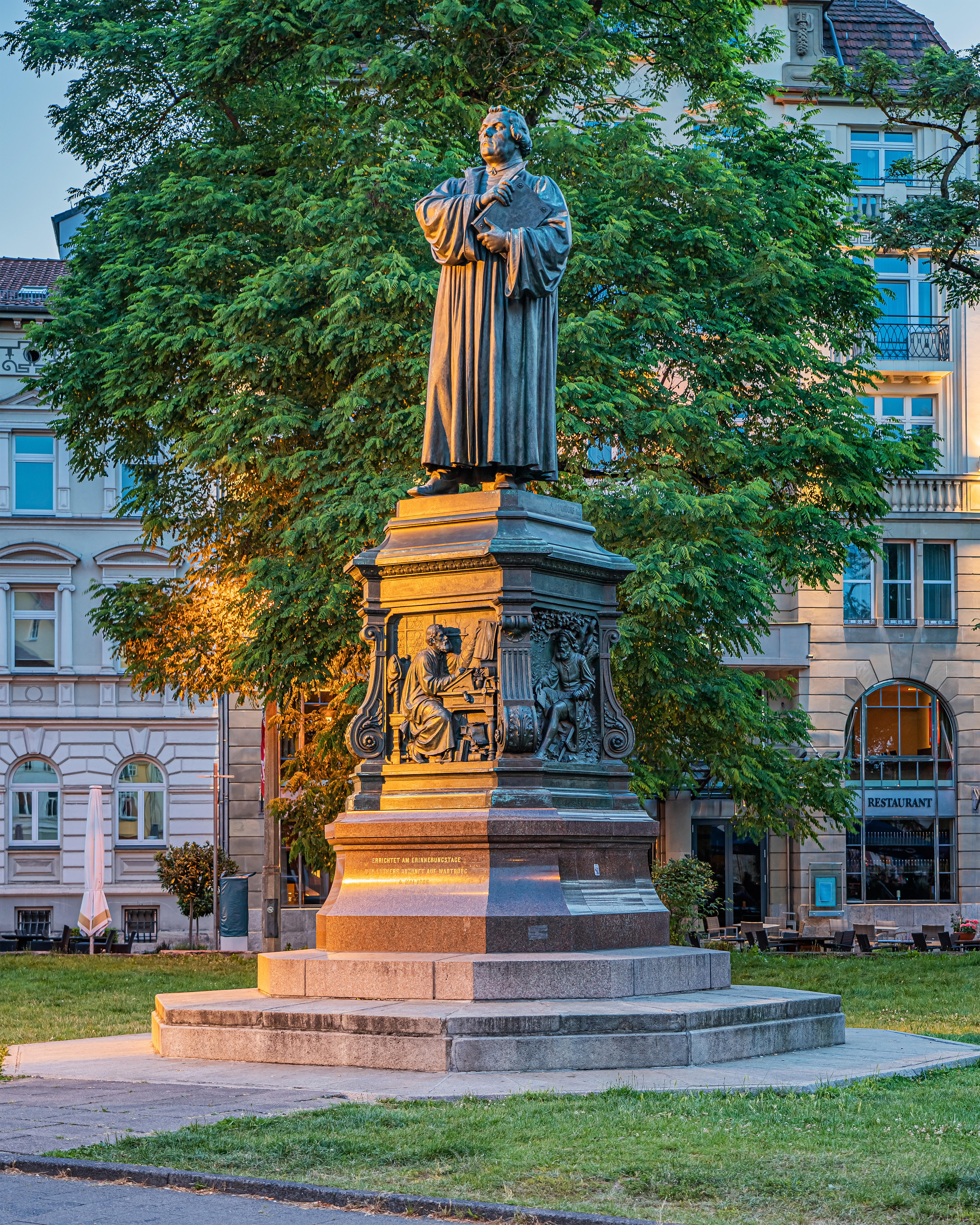
Lutherdenkmal
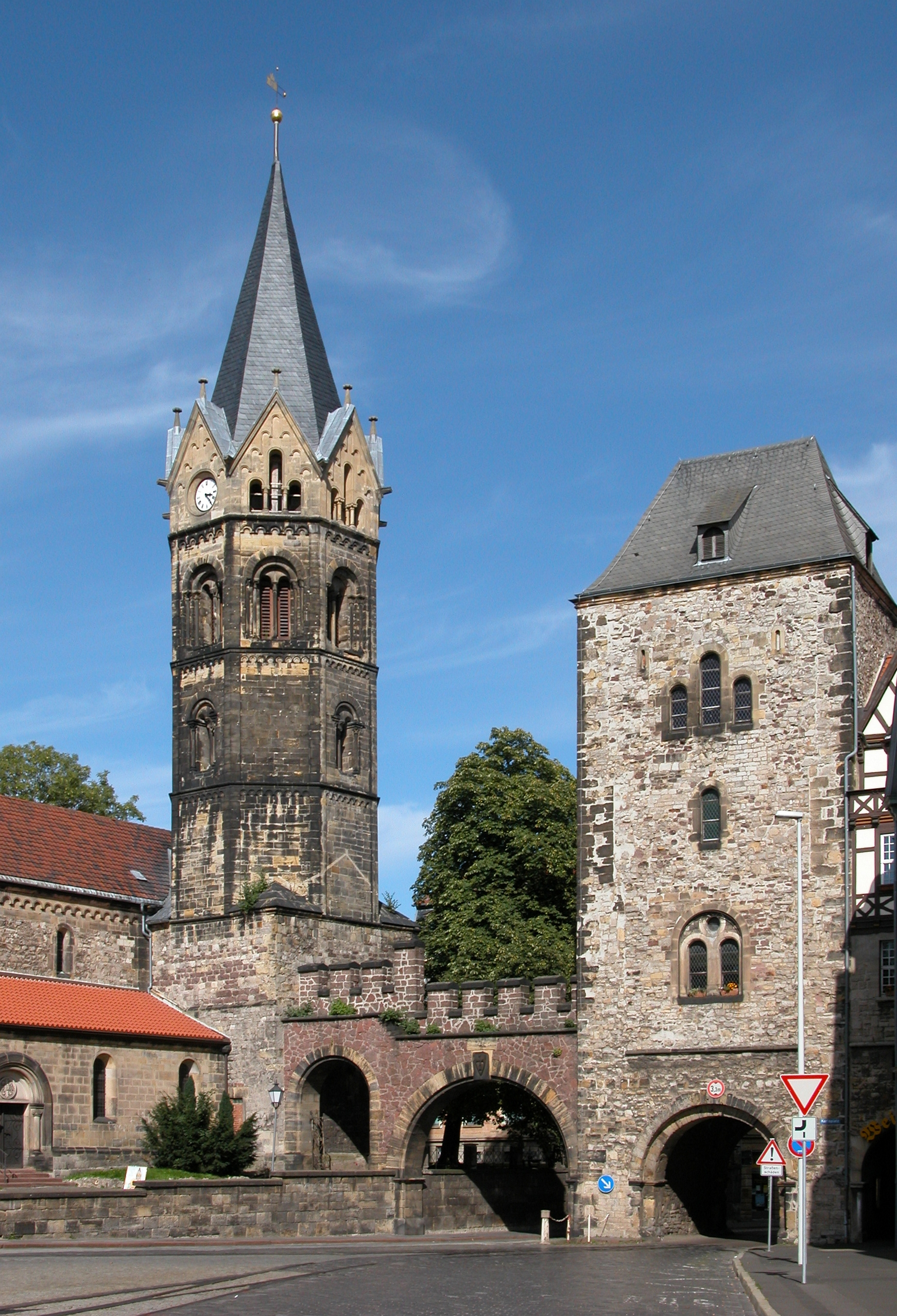
Nikolaitor mit Nikolaikirche
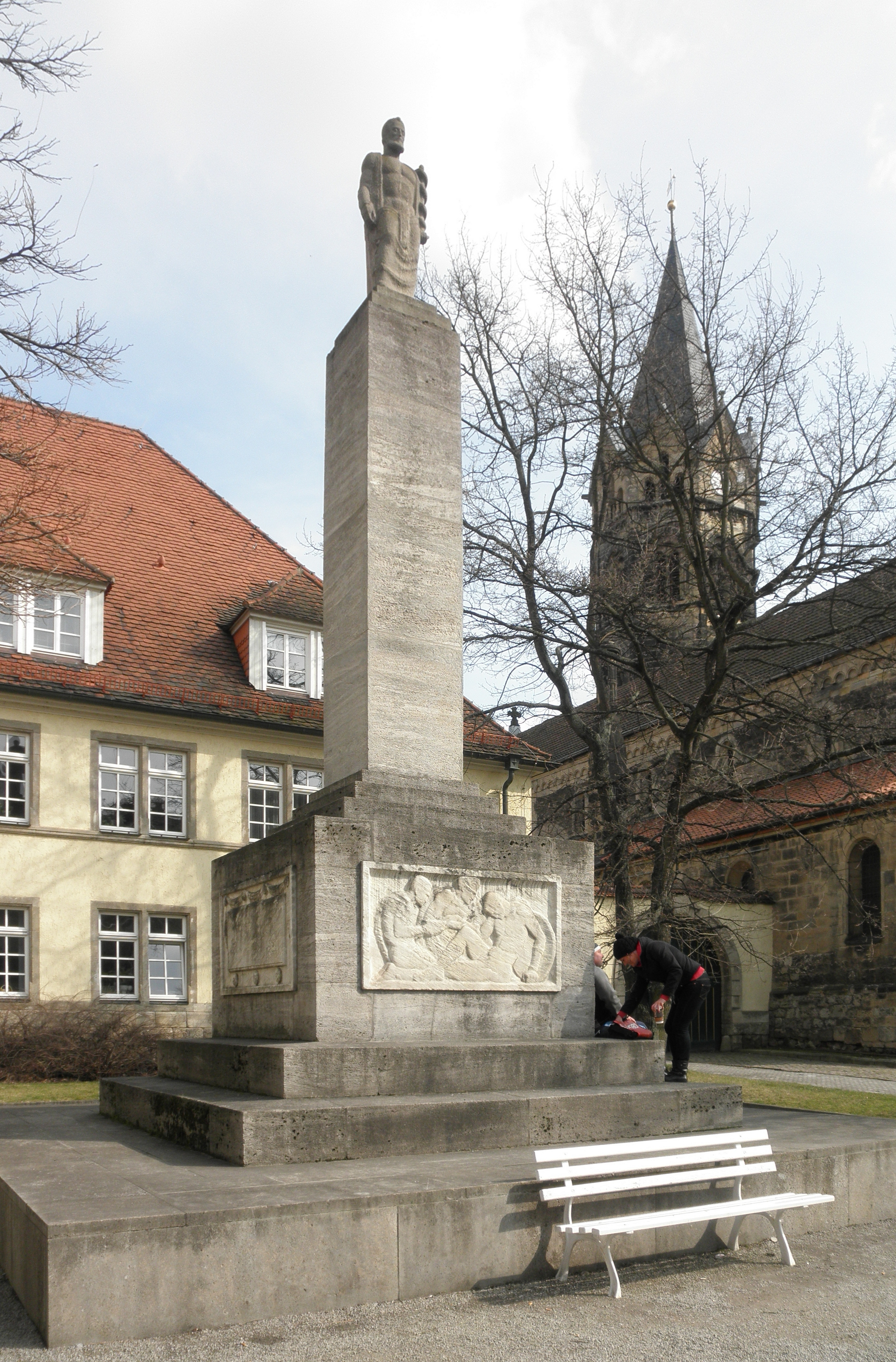
Ärztedenkmal
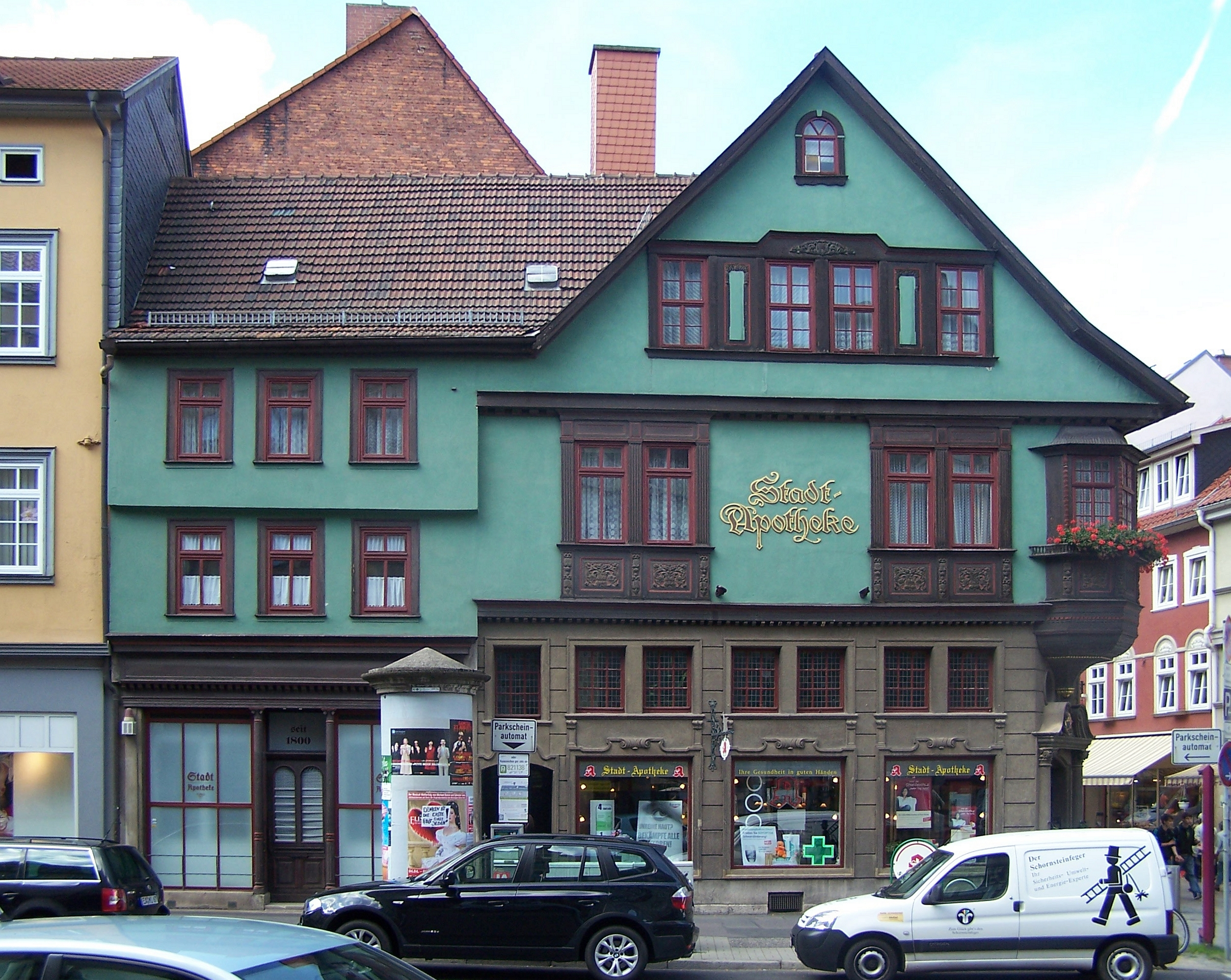
Stadt-Apotheke
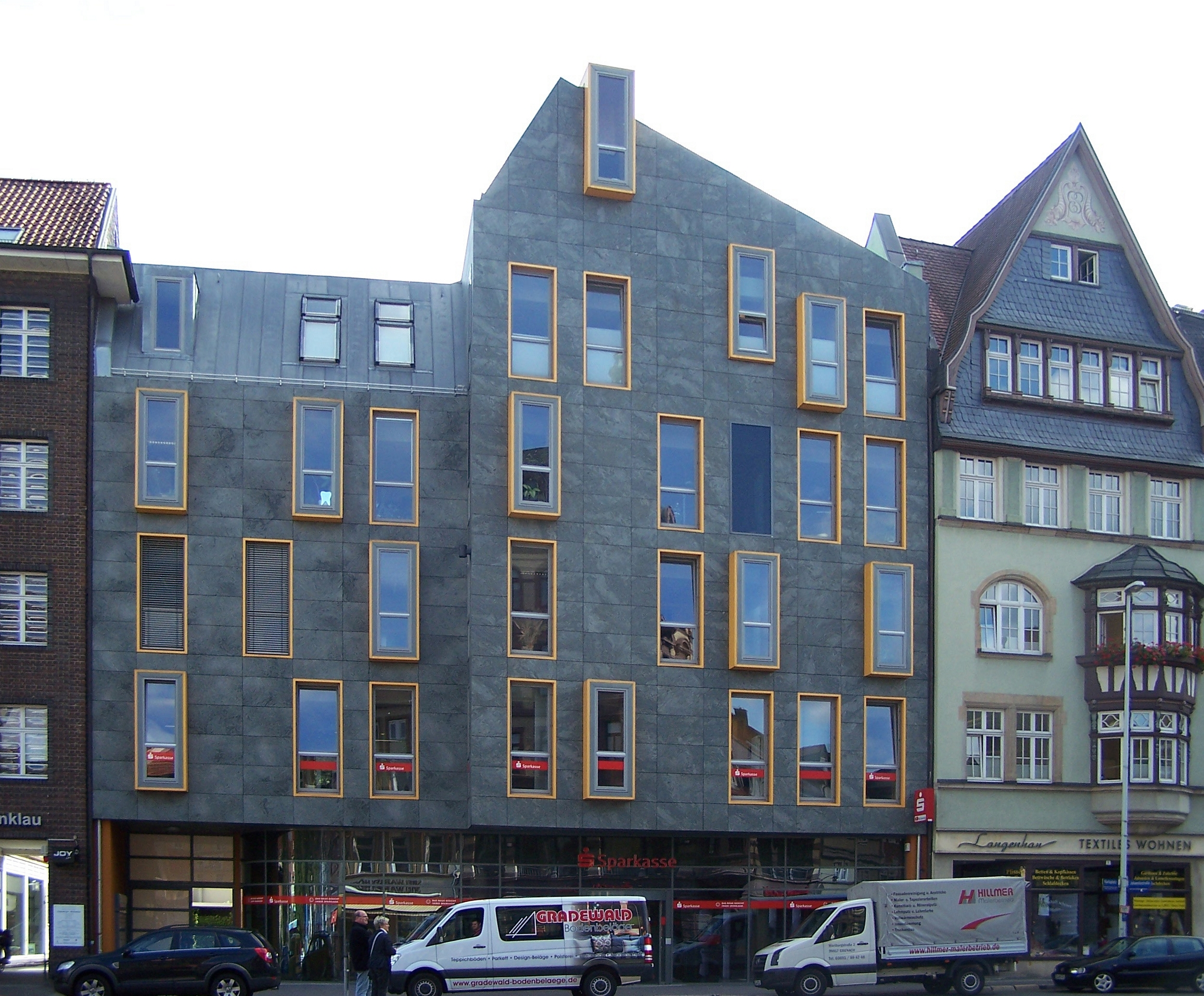
Die frühere "Tannhäuserlücke"

## Geschichte

Der Karlsplatz um 1900

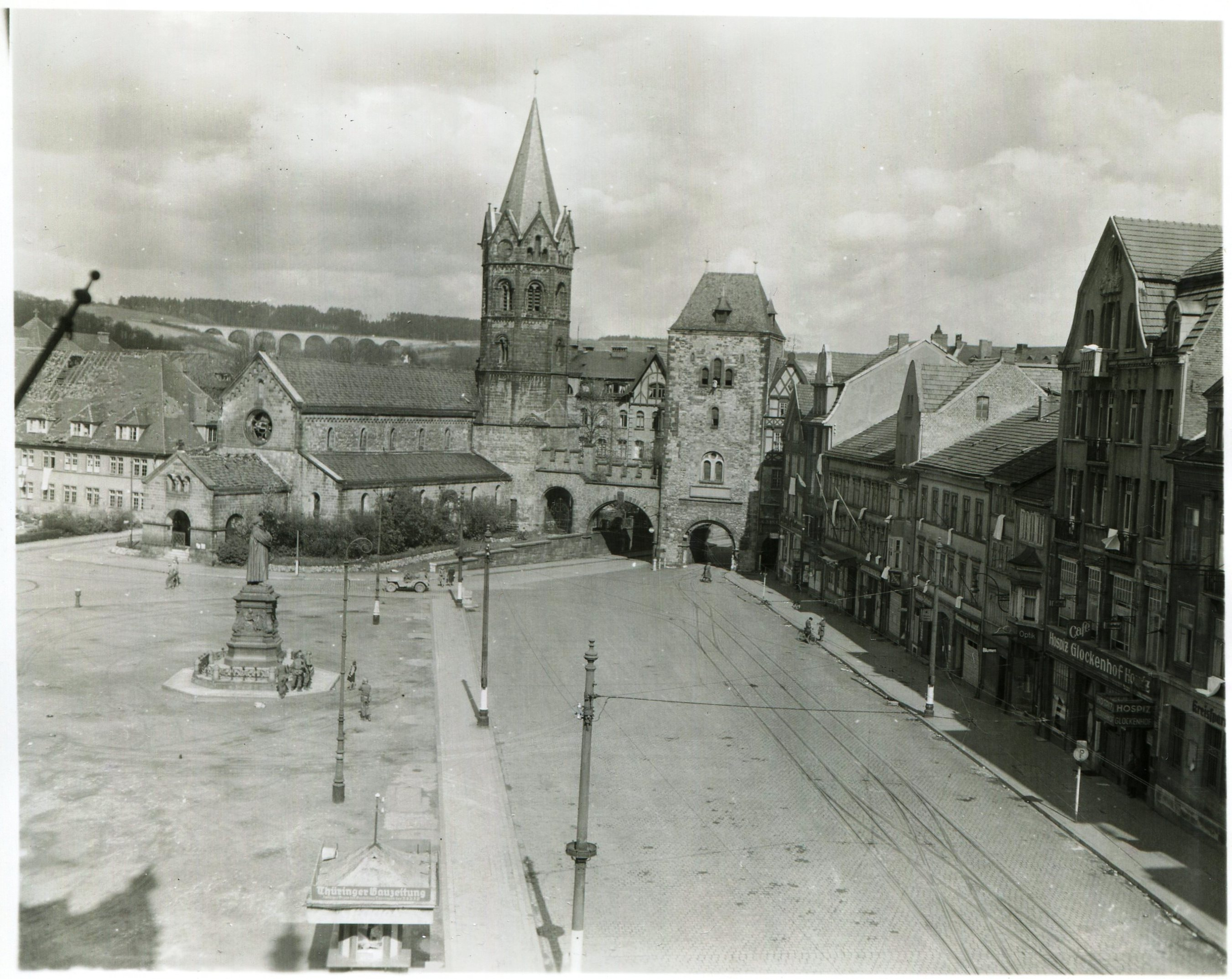
Der Karlsplatz im April 1945

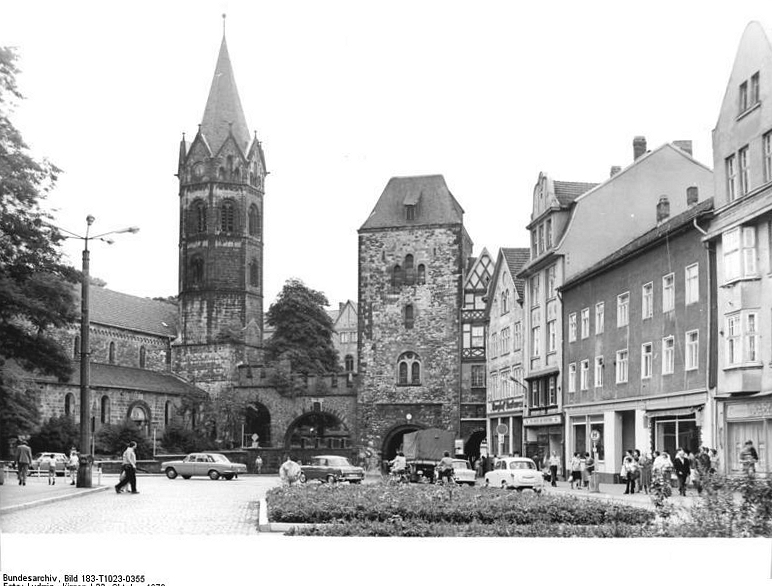
Nikolaitor und -kirche 1978

Der heutige Karlsplatz ist eine von drei historischen Marktsiedlungen des heutigen Stadtgebietes. Unmittelbar am Nikolaitor gelegen, ist er seit dem Mittelalter ein zentraler Verkehrsknoten der Altstadt. Benannt wurde er nach Carl August, Großherzog von Sachsen-Weimar-Eisenach.
Ab 1897 befuhr die Straßenbahn Eisenach den Karlsplatz, vom Bahnhof Eisenach kommend in Richtung Südviertel; mit Fertigstellung weiterer Straßenbahnlinien durch die Karlsstraße zum Marktplatz und weiter im Jahr 1909 entwickelte sich der Karlsplatz zum zentralen Straßenbahnknotenpunkt Eisenachs.
Seine heutige Gestaltung erhielt der Platz in den 1950er Jahren. Bei dieser Umgestaltung eine großzügigere Grünanlage mit Bänken und Blumenrabatten um das Luther-Denkmal herum und pflanzte den heutigen Baumbestand. Am Rande der Grünanlage, nahe dem Eingang zur Karlsstraße wurde ein technisches Gebäude mit Kiosk und Wartehäuschen für die Straßenbahn errichtet, welches Anfang der 1990er Jahre wieder entfernt wurde. In der Zeit der DDR wurde der Platz in Platz der Deutsch-Sowjetischen Freundschaft umbenannt, 1990 erhielt er seinen früheren Namen zurück.
1975 wurde der Straßenbahnbetrieb eingestellt und die zentrale Haltestelle an der Südseite des Platzes in ein Blumenbeet umgestaltet. Vor dem Nikolaitor befindet sich als letztes Gleisrelikt der Eisenacher Straßenbahn das ehemalige Gleisdreieck zum früheren Straßenbahndepot.

## Geplante Umgestaltung
Seit 2008 existiert ein Entwurf zur Neugestaltung des Karlsplatzes. Der Planentwurf orientiert sich sowohl an der historischen Entwicklung des Platzes als auch an Ideen aus einem im Jahr 2004 durchgeführten Workshop zum Karlsplatz. Vorgelegt wurde das Konzept von der 2005 gegründeten Arbeitsgruppe „Karlsplatz“, die als unabhängiges Bürgergremium die Planung für die Neugestaltung des Karlsplatzes begleiten sollte. Die Finanzierung der Umgestaltung ist auf Grund der angespannten Haushaltslage der Stadt Eisenach derzeit nicht gesichert, so dass nicht absehbar ist, wann die Neugestaltung des Platzes erfolgen wird.